# Euchlaena argillaria
Euchlaena argillaria är en fjärilsart som beskrevs av George Duryea Hulst 1886. Euchlaena argillaria ingår i släktet Euchlaena och familjen mätare. Inga underarter finns listade i Catalogue of Life.